# Lac Herăstrău
Le lac Herăstrău est un lac artificiel, situé au nord de Bucarest aménagé à partir de la rivière Colentina, dans la zone où il traverse les limites de la ville, entre le Lac Băneasa en amont et le lac Floreasca en aval.

## Étymologie
La dénomination lac Herăstrău vient de la forme populaire pour le terme « la scie » (fierăstrău) ; près de l'étang acheté par Șerban Ier Cantacuzino, une scierie a été installée pour tailler du bois grâce au débit de la rivière Colentina. Elle a permis de façonner le bois de construction pour des bâtiments de la capitale.

## Histoire
Le lac a été aménagé en drainant, entre 1930 et 1935, une zone de tourbière située à la frontière de Bucarest.
Le lac est alimenté par la Colentina et est doté d'infrastructures pour le sport et les loisirs.

## Autour du lac, le parc
Le lac se trouve le parc Herăstrău qui occupe une surface de près de 110 ha.